# 尼氏魮脂鯉
尼氏魮脂鯉，為輻鰭魚綱脂鯉目脂鯉亞目脂鯉科的其中一個種，為熱帶淡水魚，分布於南美洲烏拉圭河支流El Pelado河流域，體長可達5.1公分，棲息在水質清澈、沙石底質的水域，生活習性不明。

## 扩展阅读
- 維基物種上的相關：尼氏魮脂鯉